# Grupo Financiero Banamex
Grupo Financiero Banamex (GF BANAMEX; dt.: Banamex-Finanzgruppe) ist eine Unternehmensgruppe in Mexiko, die im August 2001 aus dem Verkauf der Grupo Financiero Banamex-Accival („Banacci“) an die Citigroup Inc. hervorging.
Die sogenannte „Banacci“ war eine durch die Banamex gegründete Investorengruppe, die als Aktienbörse und Wertpapierhaus (Acciones y Valores = „Accival“) fungierte. Verantwortlich für die Gründung waren 1991 Alfredo Harp Helú und Roberto Hernández Ramírez, der nach 2001 dann auch Präsident der Grupo Financiero Banamex wurde.
Nach der Übernahme der „Banacci“ in die Citigroup wurde der traditionsreiche Name beibehalten. Das Angebot wurde seitdem weiter ausgebaut und die Unternehmensgruppe ist heute in über 100 Ländern weltweit vertreten. Außer der Banamex-Bank selbst gehören zur Grupo Financiero Banamex eine Aktienbörse, eine Versicherung und die Administradoras de Fondos para el Retiro Banamex.